# واراند
سوکیاس هاکوب کورکجیان (به ارمنی: Սուքիաս Յակոբ Քիւրքչեան)؛ انگلیسی: Soukias hakob Kourekjian با نام ادبی واراند (به ارمنی: Վարանդ)؛ انگلیسی: Varand (زاده ۱۰ مارس ۱۹۵۴ در تهران) شاعر و مترجم ارمنی‌تبار اهل ایران است.

## زندگی‌نامه
پس از پایان تحصیلات ابتدایی و متوسطه، از دانشکده ارمنی‌شناسی بخش زبان‌های بیگانه دانشگاه آزاد اسلامی فارغ‌التحصیل شد؛ و در همین دانشکده نیز به عنوان مدرس زبان و ادبیات ارمنی به فعالیت پرداخت.
او تاکنون ۲۵ مجموعه شعر به زبان ارمنی منتشر کرده است از جمله مجموعه شعرهای «دفترخاطرات یک بُوِهم»، «گل‌های سرخ گناه» و «سراب» که جایزه‌های معتبر فرهنگی نرسس شنورهالی؛ واهان تکیان (ارمنستان) و جایزه معتبر فرهنگی با نام «گئورگ مِلِدینتسی» دریافت کرده است.
او رئیس انجمن نویسندگان ارمنی ایران بوده و نشان عالی فرهنگی «مسروب مقدس» خلیفه‌گری ارمنی‌های کیلیکیه در بیروت، لبنان، و مدال طلای «ترقی فرهنگی» از سوی بنیاد خیریه کنگره جهانی نویسندگان ارمنی را دریافت کرده است.
یک فیلم دربارهٔ او ساخته شده است.

## کتابشناسی
- در گذرگاه خورشید ۱۹۷۲ تهران
- تازش (یک منظومه بلند) ۱۹۷۳ تهران
- تکرار ۱۹۷۵ بیروت
- دَوِش‌های آتش منظومه بلند ۱۹۷۸ تهران
- خورشید سنگ ۱۹۷۸ تهران
- شیر خور و شاه منظومه ۱۹۷۹ تهران
- سیدهارتا منظومه بلند با برداشت‌های آزاد ۱۹۸۰ تهران
- شمشیر و سایه ۱۹۸۲ تهران
- یادداشت‌های روزانه یک بوهم ۱۹۸۸ تهران
- گل‌های گناه ۱۹۸۹ تهران
- نغمه‌های فراگور ۱۹۸۹
- نِمِه زیدای نو منظومه ۱۹۹۳ ایروان
- یوحنا باب ۱۴ مجموعه منظومه‌ها ۱۹۹۴ تهران
- سراب ۱۹۹۸ آنتیلیاس بیروت
- بی برگشت ۱۹۹۹ تهران
- مشعلدار بزرگ (کمپوزیسیا) ۲۰۰۰ میلادی
- از حباب تا دُرد (برگزیده شعرها) ۲۰۰۰ میلادی
- گردن زنی. منظومه ۲۰۰۳ ایروان
- سایه‌های داغ ۲۰۰۳ میلادی ایروان
- پاییز در پرواز (به زبان فارسی) ۲۰۰۴ تهران
- شیرخور و شاه (چاپ دوم) ۲۰۰۴ بیروت
- شبح مجموعه سه منظومه ۲۰۰۵ تهران
- تانگو ۲۰۰۵ ایروان
- این چشمان ۲۰۰۸

## شعر (افق)
روزی
آری
روزی
کرانه‌های تو می‌گسترند
راه‌های شیری نو به نو جرقه می‌افشانند
شراب آبی ی تو
به جوش و خروش می‌آید
و تو آن روز
فرود می‌آیی
جام پر از آسمان تو در دست.
من جام سفالین پر از آتش سرخم را سوی تو می‌گیرم
و بعد شراب کهنهٔ خود را سر می‌کشیم لاجرعه …
من یقین دارم آن روز
این کائنات عظیم گسترده
خورشید تازه ئی می‌زاید.

## شعر (عشق)
قلبی بود و
در آن قلب واژه ئی
و در آن واژه دردی
و آن درد را سه حرف بود …
واژه ئی بود که در آن قلبی بود
و در آن قلب دردی بود
و نبود آن درد را درمانی هیچ …
عجب جهان دل آشوبی …

## شعر (نقطه و خط و حرف)
نقطه خط می‌شود
و خط به حرف بدل می‌گردد
حرف واژه را می‌سازد
واژه هم به عشق شکل می‌بخشد
یعنی به آفتاب بی آهو
یعنی به جاودانگی ی بی مرز …
عشق من بنگر چه آسان است
جاودانگی را درنوردیدن
تنها باید که نقطه ئی داشته باشی
یعنی که باید قلب داشته باشی
قلبی که رنگ عشقی جنون آسا با خود دارد.
قلبی که با خشونت بیگانه ست …